# Globularia sintenisii
Globularia sintenisii là một loài thực vật có hoa trong họ Mã đề. Loài này được Hausskn. & Wettst. mô tả khoa học đầu tiên năm 1895.